# Estorno
Estorno é o retorno de fundos  ao consumidor, através de um erro indevido da instituição debitante.
Normalmente acontece por algum erro da instituição financiadora.
Também pode ser denominado estorno quando uma pessoa devolve para o banco um dinheiro que não é dela .